# Justin Gnanapragasam
Justin Bernard Gnanapragasam (ur. 13 maja 1948 w Karampon) – lankijski duchowny rzymskokatolicki, od 2015 biskup Jaffny.

## Życiorys
Święcenia kapłańskie przyjął 24 kwietnia 1974 i został inkardynowany do diecezji Jaffna. Był m.in. dyrektorem szkół i kolegiów diecezjalnych, dziekanem dekanatu Ilavalai oraz wikariuszem generalnym diecezji.
13 października 2015 otrzymał nominację na biskupa Jaffny. Sakry biskupiej udzielił mu 28 listopada 2015 jego poprzednik, bp Thomas Savundaranayagam.